# 広池秋子

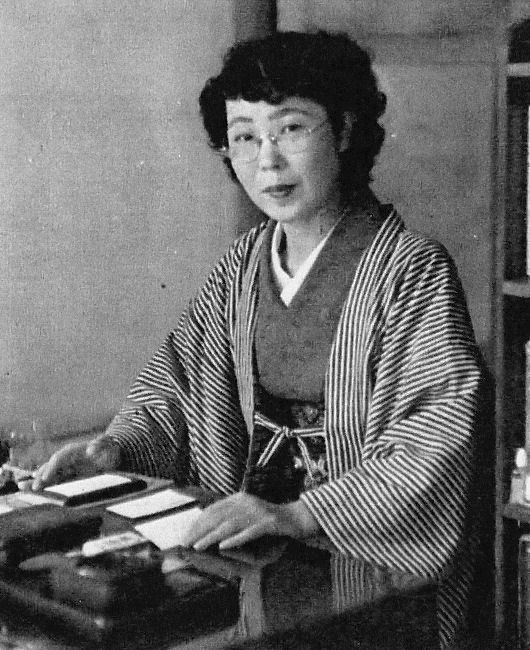
広池秋子

広池 秋子（ひろいけ あきこ、1919年(大正8年)11月1日 - 2007年(平成19年)11月25日）は、日本の小説家、評論家、ヨーガ研究家。
埼玉県出身。本名は増田秋子。東京府立第七高等女学校（現・東京都立小松川高等学校）卒。丹羽文雄に師事し、1953年「オンリー達」で芥川賞候補となる。以後は評論家として活動。
「オンリー達」は、『現代の女流文学 第1巻』（毎日新聞社、1974）、『女性作家シリーズ 現代秀作集』（角川書店、1999）、『戦後の出発と女性文学 第8巻 (昭和28年)』（ゆまに書房、2003）所収。

## 著書
- 『愛と憎しみの街 アメリカ村周辺』講談社、1958
- 『男性に関する88章』東西文明社、1958
- 『男性不用論』五月書房、1959
- 『間違いだらけの恋愛』五月書房、1959
- 『華やかな殺意』新潮社、1960
- 『愛よ傷つくなかれ』第二書房、1961
- 『女が考えていること その底の心理』青春出版社 青春新書、1963
- 『男が求めるもの女が求めるもの 愛をより強くする知恵』日本文芸社、1964
- 『日本の中のベトナム戦争 基地の女たち』山王書房、1967
- 『愛と勇気の名言集 感動!生きる才知の発見』大和書房 銀河選書、1969
- 『愛する表現と愛される表現 奥深い心の伝達』大和書房 銀河選書、1970
- 『驚くべき健康法 女性のためのヨガ』青春出版社 プレイブックス、1975
- 『爽快ヨーガ健康法 簡単にでき、身近な病気に効くヨーガ実践の教本』講談社 オレンジバックス、1978
- 『どうしたら3週間で美しくなれるか ヨーガでどんどんやせる』青春出版社 プレイブックス、1980
- 『奇跡の生活ヨーガ 万病の苦悩から解放された私の転生の秘密』海竜社、1981
- 『らくらくヨーガ 99%不快症状が治せる 完全図解』主婦の友社、1983
- 『らくらくできるヨーガ健康法』講談社 ザ・ベストライフ、1988
- 『らくらくヨーガ ストレス解消・不快症状がとれる』主婦の友社 生活市場、1991
- 『生活ヨーガ大全 体と心に健康の奇跡を呼ぶ208のポーズ 人生を十二倍幸せにする』海竜社、1992
- 『六十歳からの生活ヨーガ健康革命 すぐ効くすぐできる』海竜社、1996
- 『元気が出るらくらく生活ヨーガ 完全図解』海竜社、1999
- 『らくらくヨーガ健康長寿法』講談社、1999
- 『美しいカラダになる「セレブヨーガ」ダイエット』青春出版社、2004
- 『垂直倒立のすべて 至福の生活ヨーガ』出帆新社、2004

### 共著編
- 『愛の求めかた』ドクトル・チエコ共著 日本文芸社、1965
- 『世界名言の花束 この生きる力の源泉』編 日東書院、1970
- 『女ざかりのヨーガ 女一生の健康と幸せを守る あなたの人生いつも女ざかりであるために』宮本登喜子共著 海竜社、2007

## 参考
- コトバンク
- 芥川賞のすべて・のようなもの - ウェイバックマシン（2011年9月10日アーカイブ分）